# 야율살랄덕
야율살랄덕(耶律薩剌德, ? ~ ?)은 당나라 시대 거란 질랄부(迭剌部)의 족장(夷离)이었다. 야율누리사의 둘째 아들이자 야율균덕식의 아버지이며, 질랄부의 주민들을 통솔해 실위와 전투를 벌였다. 요 태조가 요나라를 건립한 이후 장경황제(莊敬皇帝) 의조(懿祖)라 추숭하였다.

## 가족

### 아내
- 장경황후 소씨(莊敬皇后 蕭氏)

### 아들
- 야율숙랄(耶律叔剌)
- 야율첩랄(耶律帖剌)
- 야율균덕식(耶律勻德寔)
- 야율요고직(耶律褭古直)

## 참고 문헌
- 《요사(遼史)》